# Tabulkové odstupné v ledním hokeji
Tabulkové odstupné v ledním hokeji je právní úprava Českého svazu ledního hokeje, kterým se řídí přestup hokejistů z jednoho klubu do druhého. Hráč, který se chce účastnit jakýchkoliv hokejových klání spadajících pod ČSLH, musí mít provedenou takzvanou klubovou registraci. Přijetím registračního průkazu se stávají jeho hráčská práva majetkem klubu, který pak může požadovat za jakýkoliv přestup do jiného týmu takzvané tabulkové odstupné, které je stanovené přestupním řádem.
Na přestup do zahraničí se tabulkové odstupné nevztahuje. Pokud se hráč vrátí do ČR, přestup v rámci republiky mu opět systém odstupného může komplikovat. Může se dostat do slepé uličky v případě, že klub vlastnící jeho hráčská práva o něj nestojí, a jiné kluby od jeho angažování odrazuje vysoké tabulkové odstupné (např. případ hokejisty Martina Podlešáka).

## Kritika
Tabulkové odstupné v mládežnickém, ale i seniorském hokeji je již několik let kritizováno veřejností i hráčskou asociací a je přirovnáváno k novodobému otroctví. Rozsáhlá kritika v médiích otevřela hráčské příběhy jako například přestup patnáctiletého mladíka za 150 000 Kč, nebo kdy spor mezi kluby a rodiče udělal z malých hokejistů rukojmí. V pořadu České televize zazněla v pořadu Máte slovo jedna z největších kritik a to od slavného hokejisty Luďka Bukače na téma korupce, která často souvisí s přestupním řádem.

## Řešení
Jediné známé řešení, jak odebrat svá hráčská práva klubu, je smlouva mezi klubem a hráčem. Jedná se o smluvní ujednání, které upravuje práva a povinnosti mezi klubem a hráčem, kdy se klub písemně zbavuje práva na úhradu tabulkové hodnoty. Tato smluvní úprava ochraňující práva dětí byla poprvé doložena v médiích Adamem Jehličkou.

## Situace v České republice, na Slovensku
Česká a Slovenská republika jsou jedinými státy, které si nárokují tabulkové odstupné. Státy jako jsou Kanada, USA, Švédsko, Finsko, Švýcarsko a mnoho dalších tabulkové odstupné neznají. U dětí do 18 let by tato právní úprava byla považována za porušení lidských práv.